# Malcolm Lange
Malcolm Lange (Johannesburg, 22 de novembro de 1973) foi um ciclista profissional sul-africano e em 2012 director desportivo da equipa Team Bonitas. A maioria das suas vitórias conseguiu-as como amador destacando o Campeonato da África do Sul em Estrada em 3 ocasiões.

## Palmarés
| 1995 (como amador) - Campeonato da África do Sul em Estrada - Campeão em contrarrelógio dos Jogos Panafricanos 1997 (como amador) - Campeonato da África do Sul Contrarrelógio 1998 (como amador) - Campeonato da África do Sul Contrarrelógio - 3º no Campeonato da África do Sul em Estrada - 2 etapas do Giro del Capo 1999 (como amador) - Campeonato da África do Sul em Estrada - 1 etapa do Rapport Toer 2003 - Campeão em contrarrelógio dos Jogos Panafricanos 2007 (como amador) - Campeonato da África do Sul em Estrada - 3 etapas da Volta a Marrocos 2008 - 3 etapas da Volta a Marrocos - Pick n Pay Amashovashova National Classic |